# Adelchi Negri
Adelchi Negri (Perugia, 16 luglio 1876 – Pavia, 19 febbraio 1912) è stato un patologo, batteriologo e virologo italiano.

## Biografia

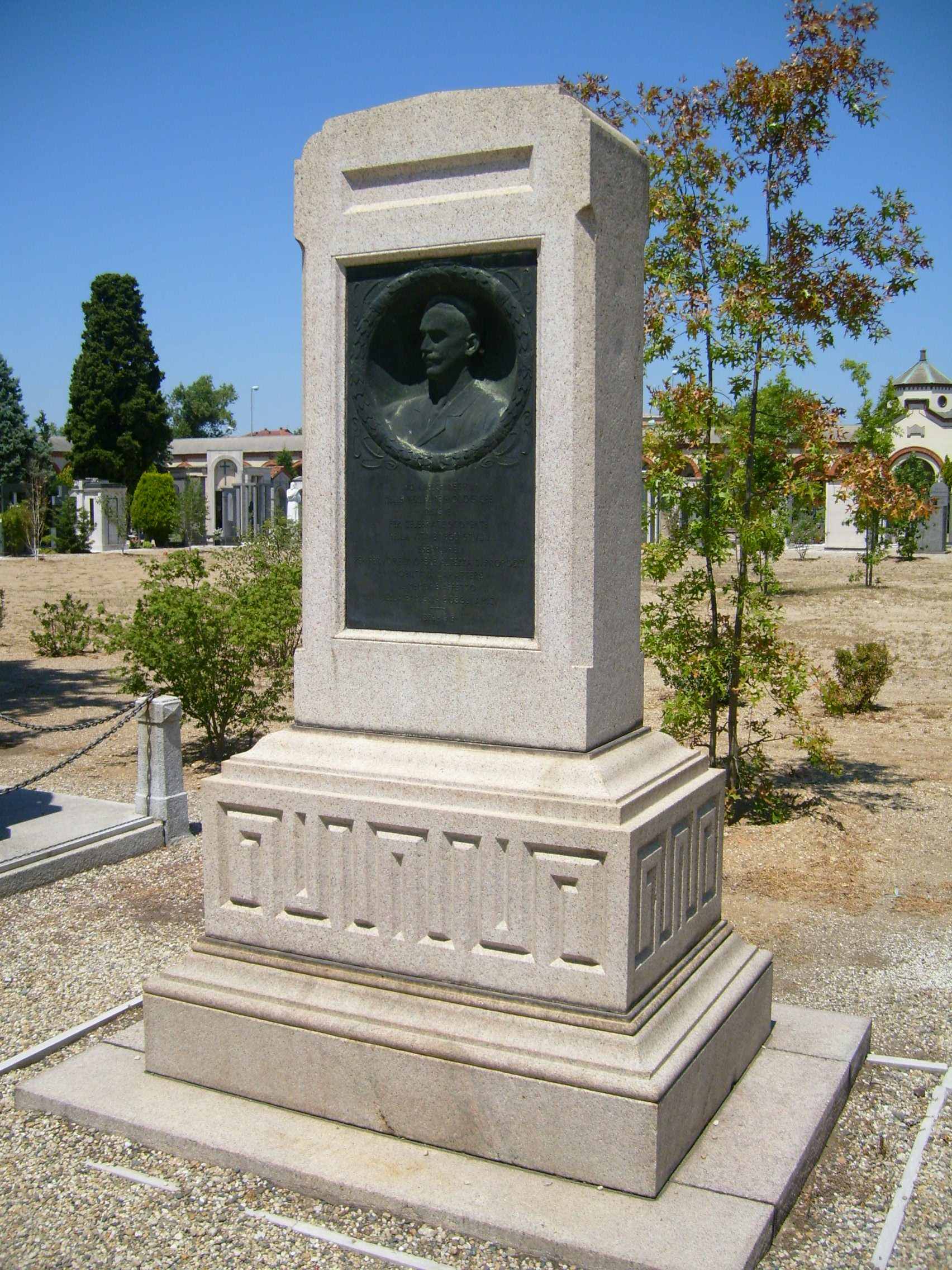
La tomba di Adelchi Negri nel cimitero di Pavia

Studiò Medicina e Chirurgia all'Università degli Studi di Pavia, dove fu allievo di Camillo Golgi (1843-1926) e ne divenne in seguito assistente.
Dopo la laurea nel 1900, nel 1905 Negri divenne assistente di Patologia generale e quattro anni dopo nel 1909 fu nominato professore di Batteriologia, sempre all'Università di Pavia.
Negri condusse estensive ricerche nei campi dell'istologia, ematologia, citologia, protozoologia e igiene.
Il suo nome è legato alla scoperta, avvenuta nel 1903, dei corpuscoli della rabbia, detti corpi di Negri, inclusioni citoplasmatiche contenute nelle cellule del Purkinje del cervelletto di animali e persone affette da rabbia.
Egli documentò le sue scoperte in un articolo intitolato Contributo allo studio dell'eziologia della rabbia, pubblicato nel Bollettino della Società medico-chirurgica..
All'epoca, Negri descrisse erroneamente l'agente eziologico della rabbia come un protozoo parassita. Qualche mese più tardi, Paul Remlinger (1871-1964) all'Istituto Imperiale di Batteriologia di Costantinopoli dimostrò correttamente che l'agente eziologico della rabbia non era un protozoo, bensì un virus filtrabile.
Negri proseguì, comunque, per dimostrare nel 1906 che il vaccino del vaiolo, all'epoca conosciuto come "virus vaccino", o "variola vaccinae", era anch'esso un virus filtrabile.. Durante l'ultima parte della sua carriera, egli si interessò alla malaria e si pose in prima linea nello sforzo per eradicarla dalla Lombardia.
Morì nel 1912 di tubercolosi all'età di 35 anni. La sua tomba si trova nel cimitero monumentale di Pavia non lontana da quella di due altri importanti scienziati, l'anatomista Bartolomeo Panizza e il suo maestro, il Premio Nobel Camillo Golgi.

## Scritti
- (1909) Sulla morfologia e sul ciclo del parassita della rabbia, Tipografia della R. Accademia dei Lincei, Roma